# 雅各卜·尤哈
雅各卜·穆罕默德·尤哈（阿拉伯语：‎，1993年1月31日—），科威特男子田径运动员，主攻跨栏，2021年伊斯兰团结运动会男子110米栏铜牌得主、2022年亚洲运动会男子110米栏金牌得主。